# Typhlodromus theroni
Typhlodromus theroni är en spindeldjursart som beskrevs av Edward A. Ueckermann och Loots 1988. Typhlodromus theroni ingår i släktet Typhlodromus och familjen Phytoseiidae. Inga underarter finns listade i Catalogue of Life.